# De Witte Swaen
De Witte Swaen (ook wel De Hoogeboom) is een dwarshuisboerderij in Achthoven-West in de gemeente Montfoort.
De boerderij wordt voor het eerst vermeld in 1652 en functioneerde destijds als herberg. Een uithangbord met daarop een witte zwaan zou toen een symbool zijn geweest dat men in de herberg tegen betaling intiem kon zijn met het vrouwelijk personeel. In het pand is ook lange tijd recht gesproken door het college van bestuur en rechtspraak van de heerlijkheid Achthoven. Heden ten dage bevindt zich een winkel in het huis dat oude serviezen en bestek verkoopt.